# ذي قودان (النادرة)

تعديل مصدري - تعديل

ذي قودان هي إحدى قرى عزلة المفتاح الأعلى بمديرية النادرة التابعة لمحافظة إب، بلغ تعداد سكانها 741 نسمة حسب تعداد اليمن لعام 2004.